# Nuculana oculata
Nuculana oculata is een tweekleppigensoort uit de familie van de Nuculanidae. De wetenschappelijke naam van de soort is voor het eerst geldig gepubliceerd in 1925 door Tom Iredale.